# Eastern Europe Cup w biegach narciarskich 2012/2013
Eastern Europe Cup w biegach narciarskich 2012/2013 – kolejna edycja tego cyklu zawodów.

## Kobiety

### Kalendarz i wyniki
| Lp  | Data              | Miejscowość    | Dystans              | 1. miejsce             | 2. miejsce           | 3. miejsce           |
| --- | ----------------- | -------------- | -------------------- | ---------------------- | -------------------- | -------------------- |
| 1.  | 20 listopada 2012 | Wierszyna Tioi | 5 km s. dowolnym     | Jekaterina Chramcowa   | Jelena Sobolewa      | Olga Roczewa         |
| 2.  | 21 listopada 2012 | Wierszyna Tioi | Sprint s. dowolnym   | Jelena Sobolewa        | Oksana Usatowa       | Daria Godowaniczenko |
| 3.  | 23 listopada 2012 | Wierszyna Tioi | Sprint s. klasycznym | Daria Godowaniczenko   | Alisa Żambałowa      | Olga Roczewa         |
| 4.  | 24 listopada 2012 | Wierszyna Tioi | 10 km s. klasycznym  | Olga Roczewa           | Jelena Sobolewa      | Ksenia Podoprigora   |
| 5.  | 22 grudnia 2012   | Krasnogorsk    | Sprint s. klasycznym | Julija Iwanowa         | Daria Godowaniczenko | Jelena Sobolewa      |
| 6.  | 23 grudnia 2012   | Krasnogorsk    | 10 km s. klasycznym  | Olga Kuziukowa         | Olga Roczewa         | Marija Guszczina     |
| 7.  | 26 grudnia 2012   | Krasnogorsk    | 10 km s. dowolnym    | Jekaterina Chramcowa   | Anastasija Siedowa   | Marija Guszczina     |
| 8.  | 18 stycznia 2013  | Charków        | 10 km s. klasycznym  | Tetiana Antypenko      | Anastasija Kazakuł   | Maryna Ancybor       |
| 9.  | 19 stycznia 2013  | Charków        | Sprint s. dowolnym   | Maryna Ancybor         | Marina Czernousowa   | Anastasija Kazakuł   |
| 10. | 20 stycznia 2013  | Charków        | 10 km s. dowolnym    | Maryna Ancybor         | Diliara Sabirzianowa | Anastasija Kazakuł   |
| 11. | 9 lutego 2013     | Moskwa         | Sprint s. dowolnym   | Daria Godowaniczenko   | Natalia Zernowa      | Marina Czernousowa   |
| 12. | 27 lutego 2013    | Syktywkar      | 15 km s. dowolnym    | Olga Michajłowa        | Marina Czernousowa   | Jekaterina Chramcowa |
| 13. | 2 marca 2013      | Syktywkar      | Sprint s. klasycznym | Jewgienija Szapowałowa | Natalja Matwiejewa   | Jelena Sobolewa      |
| 14. | 3 marca 2013      | Syktywkar      | Bieg łączony 5+5 km  | Jekaterina Chramcowa   | Irina Chazowa        | Łarisa Szajdurowa    |

### Klasyfikacja
| Lp. | Zawodnik             | Punkty |
| --- | -------------------- | ------ |
| 1.  | Jelena Sobolewa      | 554    |
| 2.  | Marina Czernousowa   | 512    |
| 3.  | Daria Godowaniczenko | 465    |
| 4.  | Jekaterina Chramcowa | 440    |
| 5.  | Olga Roczewa         | 368    |
| 6.  | Anastasija Kazakuł   | 344    |
| 7.  | Oksana Usatowa       | 281    |
| 8.  | Maryna Ancybor       | 260    |
| 9.  | Diliara Sabirzianowa | 224    |
| 10. | Olga Tsarewa         | 188    |

## Mężczyźni

### Kalendarz i wyniki
| Lp  | Data              | Miejscowość    | Dystans               | 1. miejsce               | 2. miejsce                          | 3. miejsce           |
| --- | ----------------- | -------------- | --------------------- | ------------------------ | ----------------------------------- | -------------------- |
| 1.  | 20 listopada 2012 | Wierszyna Tioi | 10 km s. dowolnym     | Dmitrij Salnikow         | Siergiej Szyriajew Siergiej Nowikow |                      |
| 2.  | 21 listopada 2012 | Wierszyna Tioi | Sprint s. dowolnym    | Nikita Kriukow           | Aleksiej Pietuchow                  | Michaił Diewiatjarow |
| 3.  | 23 listopada 2012 | Wierszyna Tioi | Sprint s. klasycznym  | Nikita Kriukow           | Aleksandr Biessmiertnych            | Aleksandr Panżynski  |
| 4.  | 24 listopada 2012 | Wierszyna Tioi | 15 km s. klasycznym   | Aleksandr Biessmiertnych | Artiom Żmurko                       | Aleksandr Kuzniecow  |
| 5.  | 22 grudnia 2012   | Krasnogorsk    | Sprint s. klasycznym  | Aleksandr Panżynski      | Gleb Rietiwych                      | Anton Gafarow        |
| 6.  | 23 grudnia 2012   | Krasnogorsk    | 15 km s. klasycznym   | Jewgienij Biełow         | Rifat Safiułlin                     | Anton Suzdalew       |
| 7.  | 26 grudnia 2012   | Krasnogorsk    | 15 km s. dowolnym     | Siergiej Ustiugow        | Aleksander Utkin                    | Nikołaj Chochrjakow  |
| 8.  | 18 stycznia 2013  | Charków        | 15 km s. klasycznym   | Władisław Skobielew      | Siergiej Szyriajew                  | Myrosław Biłosiuk    |
| 9.  | 19 stycznia 2013  | Charków        | Sprint s. dowolnym    | Igor Usaczew             | Iwan Guliajew                       | Rusłan Perechoda     |
| 10. | 20 stycznia 2013  | Charków        | 15 km s. dowolnym     | Siergiej Nowikow         | Aleksiej Czernousow                 | Siergiej Szyriajew   |
| 11. | 9 lutego 2013     | Moskwa         | Sprint s. dowolnym    | Nikołaj Moriłow          | Gleb Rietiwych                      | Iwan Anisimow        |
| 12. | 27 lutego 2013    | Syktywkar      | 30 km s. dowolnym     | Iwan Artiejew            | Andriej Małafijew                   | Siergiej Turyszew    |
| 13. | 2 marca 2013      | Syktywkar      | Sprint s. klasycznym  | Igor Usaczew             | Iwan Anisimow                       | Wiktor Jermlin       |
| 14. | 3 marca 2013      | Syktywkar      | Bieg łączony 10+10 km | Kiriłł Wiczużanin        | Raul Szakirzianow                   | Iwan Artiejew        |

### Klasyfikacja
| Lp. | Zawodnik                 | Punkty |
| --- | ------------------------ | ------ |
| 1.  | Siergiej Nowikow         | 394    |
| 2.  | Władisław Skobielew      | 383    |
| 3.  | Siergiej Szyriajew       | 356    |
| 4.  | Igor Usaczew             | 315    |
| 5.  | Maksim Kowalew           | 257    |
| 5.  | Aleksander Utkin         | 257    |
| 7.  | Nikołaj Chochrjakow      | 246    |
| 8.  | Siergiej Ustiugow        | 244    |
| 9.  | Aleksandr Biessmiertnych | 238    |
| 10. | Raul Szakirzianow        | 217    |